# CAPES de physique-chimie
 (juin 2024).
Si vous disposez d'ouvrages ou d'articles de référence ou si vous connaissez des sites web de qualité traitant du thème abordé ici, merci de compléter l'article en donnant les références utiles à sa vérifiabilité et en les liant à la section « Notes et références ».
 (août 2013).
Le CAPES de physique-chimie (Certificat d'aptitude au professorat de l'enseignement du second degré de sciences physiques et chimiques), anciennement CAPES de sciences physiques, est un concours de recrutement de la fonction publique en France.
Il permet le recrutement des enseignants de physique-chimie qui enseigneront en collège ou en lycée général et technologique.

## Introduction
Le CAPES a été créé au début des années 1950 pour le recrutement des professeurs enseignant en lycée ou en collège. Il se présente sous la forme d'un concours décomposé en deux parties :
- Les épreuves écrites, qui permettent de juger si un candidat est admissible, c'est-à-dire apte à passer les épreuves orales;
- Les épreuves orales, qui permettent d'évaluer si le candidat est capable d'assurer la fonction d'enseignant dans la matière considérée.

Les niveaux enseignés sont les suivants :
collège
- 6ème
- 5ème
- 4ème
- 3ème

lycée général et technologique
- 2nde générale et technologique
- 1ère générale et technologique
- Terminale générale et technologique
- filière scientifique (S)(remplacée depuis 2019 par le choix de spécialités)
- filière littéraire (1re L)(remplacée depuis 2019 par le choix de spécialités)
- filière économique et sociale (1re ES)(remplacée depuis 2019 par le choix de spécialités)
- filière sciences et technologies de laboratoire (STL)
- filière sciences et industries du développement durable (STI2D)
- filière sciences et technologies de la santé et du social (ST2S)
- filière sciences et technologies du design et des arts appliqués (STD2A)

enseignements de spécialité et d'exploration
- méthodes et pratiques scientifiques (2de G&T - enseignement d'exploration)
- sciences et laboratoire (2de G&T - enseignement d'exploration)
- spécialité physique-chimie (Term S)
- spécialité sciences physiques et chimiques en laboratoire (1re et Term STL spé SPCL)
- chimie, biochimie, sciences du vivant (1re et Term STL spé SPCL)
- enseignement technique en langues vivantes (1re et Term STL spé SPCL)

## Le concours

### Les épreuves d'admissibilité
(mai 2016).
 (février 2016).
Les épreuves se présentent sous la forme d'écrits et se déroulent sur deux jours dans l'académie du candidat. Pour la session 2014, les examens se déroulent le 3 et le 4 avril.
Pour les épreuves d'admissibilité, le jury peut choisir de réaliser une épreuve de physique et une épreuve de chimie, ou d'associer ces deux champs dans les deux épreuves (pour un pourcentage global de 50-50). La tendance depuis 2017 est de revenir à deux épreuves, une de chimie et l'autre de physique mélangeant des questions théoriques de démarches scientifiques et des questions reposant sur les exploitations documentaires (questions professionnelles).
1. Composition : Cette épreuve repose sur les connaissances disciplinaires du candidat et sur sa maîtrise de la démarche scientifique. Une partie de l'épreuve peut faire appel à une exploitation pour les classes de collège et de lycée. Durée : 5 heures (coefficient 1).
2. Exploitation d'un dossier documentaire : Cette épreuve repose sur l'exploitation d'un dossier (environ 20 à 30 pages) pour un niveau de classe déterminé par le jury. Les documents peuvent prendre la forme de copies d'élèves, de textes scientifiques (niveau secondaire et supérieur), de programmes, etc. Cette épreuve permet au jury de juger de l'aptitude du candidat à faire appel à la fois à ses connaissances disciplinaires et à son sens pédagogique dans une activité d’enseignement. Durée : 5 heures (coefficient 1).

### Les épreuves d'admission
Si le candidat est admissible, celui-ci est donc autorisé à passer les deux épreuves orales qui se déroulaient à Paris jusqu'en 2017 :
- chimie : Lycée général Saint-Louis (6e arrt - 44, Bd St Michel)
- physique : Lycée Janson de Sailly (16e arrt - 106, rue de la pompe)[3].

Mais depuis 2018 ceux-ci sont convoqués à Lyon.
Les horaires de convocation sont : 6 h 15 ; 7 h 15 ; 12 h 15 ; 13 h 15.
Les deux épreuves orales d'admission comprennent un exposé effectué par le candidat de 30 min maximum suivi d'un entretien avec le jury de 30 min maximum. Chaque candidat est examiné par deux ou trois membres du jury (professeurs agrégés, inspecteurs d'académie, professeurs d'université, professeurs certifiés).
Épreuve de mise en situation professionnelle
Le candidat doit élaborer une séquence pédagogique à caractère expérimental portant sur une partie de programme d'une classe de lycée (filière S et STL très majoritairement - ex : les interférences, Terminale S) ou sur un sujet dit transversal couvrant les classes du collège jusqu'au lycée (ex : l'évolution du modèle de la lumière du collège au baccalauréat S). Au cours de cette épreuve, le candidat doit présenter au moins une expérience quantitative et une expérience utilisant les Technologies de l'information et de la communication pour l'enseignement (TICE) dans les conditions de sécurité et en effectuant une exploitation pédagogique. L'entretien avec le jury permet au candidat de justifier ses choix et permet au jury de vérifier les connaissances disciplinaires et pédagogiques du candidat. Durée de préparation : 4 h.
Épreuve d'analyse de situation professionnelle
Le candidat prend appui sur le dossier élaboré par le jury (documents scientifiques, didactiques, pédagogiques, extraits de manuels, d'ouvrages, de productions d'élèves, de travail de professeur, etc.) pour présenter une séance pédagogique répondant aux objectifs du sujet (remédiation, évaluation, séance de cours, séance d'activité expérimentale, etc.) en s'encrant dans le contexte donné par le sujet. L'entretien avec le jury permet au candidat de justifier ses choix et permet au jury de vérifier les connaissances disciplinaires et pédagogiques du candidat. Durée de préparation : 2 h.

## Formation
De 1991 à 2013, la préparation des candidats au CAPES est assurée par les IUFM pour la partie pédagogique et par l'université de rattachement pour la partie disciplinaire. Il est néanmoins possible de passer le concours en candidat libre et/ou de suivre des cours par correspondance avec le CNED, cependant la nouvelle version du concours rend difficile l'obtention de ce dernier sans suivre la formation classique. Il faut un master pour passer les concours (CAPES et agrégation).
En 2013, les ESPE ont remplacé les IUFM. En 2019, les INSPE ont remplacé les ESPE et une réforme est en cours. Le concours devrait se situer à la fin du master 2 mais avec la crise du covid rien n a changé encore...

### Conditions requises
Les candidats au CAPES doivent être de nationalité française ou être ressortissant d'un autre État membre de l'Union européenne, et être inscrit en première année de Master (M1). En théorie, n'importe quel domaine permet de passer le CAPES de physique-chimie. Cependant, il est plus judicieux d'arriver au CAPES de physique-chimie en ayant préparé une licence de physique, de chimie ou de sciences physiques et chimiques. Pour la préparation du CAPES en ESPE, les candidats y sont admis sur dossier après avis compétent par l'université d'origine du candidat.

### Préparation des écrits
Le programme pour le concours du CAPES de sciences physiques et chimiques repose sur les programmes de physique et chimie de collège et lycée général et technologique, sur les connaissances des structures des établissements d'enseignement secondaire et sur les enseignements post-baccalauréat (sections de technicien supérieur et classes préparatoires aux grandes écoles). Le niveau du concours est fixé au niveau M1 du cycle master.
En chimie, les domaines abordés sont :
- L'atomistique
- La thermochimie
- La cinétique chimique
- La chimie organique
- La chimie industrielle
- La cristallochimie
- La chimie des solutions (acide-base, complexation, précipitation...)
- L'électrochimie (oxydoréduction)
- La spectroscopie (RMN, IR, UV).

En physique, les domaines abordées sont :
- L'électrocinétique
- L'électronique et l’électrotechnique
- L'électrostatique et la magnétostatique
- L'électromagnétisme
- L'optique (géométrique et ondulatoire)
- La mécanique newtonienne (du point, des systèmes de points, du solide, des fluides) et la mécanique céleste
- La thermodynamique.

La préparation en ESPE permet d'acquérir les compétences pédagogiques nécessaires, tandis que l'université permet de revoir l'ensemble des connaissances à acquérir, cela, à travers des rappels de cours, des exercices et des examens blancs. Cependant, la formation n'est pas unique et peut varier d'un centre de formation à l'autre. Une bonne culture générale est par ailleurs exigée (applications des sciences dans la vie quotidienne, histoire des sciences…).

### Préparation des oraux
Ici encore, la formation peut dépendre d'un centre de formation à l'autre. En règle générale, la préparation des oraux se fait sous forme de séances de travaux pratiques à l'université permettant aux candidats de tester des expériences portant sur chacun des thèmes probables aux concours (aucun thème n'étant connu à l'avance) pour l'épreuve de mise en situation professionnelle et sous forme de travaux dirigés en ESPE pour l'épreuve d'analyse de situation professionnelle.
Par la suite durant l'année de préparation, les élèves sont amenés à présenter des oraux blancs.

## Statistiques
| Année                       | 2024 | 2023 | 2022 | 2021 | 2020 | 2019 | 2018    | 2017    | 2015    | 2014 exceptionnelle | 2013    | 2012    | 2011    | 2010   | 2009   | 2008    | 2007    | 2006    | 2005    | 2004   | 2003   | 2002   | 2001    | 2000    | 1999   |         |
| Nombre de postes            | 429  | 429  | 425  | 417  | 379  | 385  | 300     | 344     | 272     | 205                 | 140     | 205     | 205     | 300    | 480    | 501     | 491     | 610     | 610     | 830    | 663    | 800    | 800     | 680     | 620    | 600     |
| Taux de réussite (national) |      |      |      |      |      |      | 26,43 % | 32,00 % | 23,71 % | 15,93 %             | 10,91 % | 22,11 % | 22,68 % | 38,5 % | 29,3 % | 27,29 % | 21,95 % | 22,12 % | 18,86 % | 24,7 % | 22,9 % | 29,4 % | 33,42 % | 20,20 % | 16,8 % | 14,12 % |

Avant 2013
Le taux de réussite présenté donne le pourcentage de candidats admis par rapport au nombre de candidats ayant fait acte de présence lors des épreuves écrites. Il ne tient donc pas compte de la totalité des candidats inscrits, dont une partie ne se présente finalement pas lors des premières épreuves. Ce taux de réussite varie fortement d'une académie à une autre. Il est en général plus élevé pour les candidats inscrits à une préparation CAPES à l'IUFM.
Il est à noter que la session 2009 du CAPES, toutes matières confondues, a été la dernière dans la configuration ancienne, avant la mise en place de master qui a remplacé les formations IUFM. À la suite des déclarations du ministère en juin 2009, la session 2010 est restée identique dans son déroulement aux précédentes.
La session 2013 (écrit novembre 2012, oraux juin 2013) est la dernière session de recrutement des enseignants basée sur l'ancienne configuration. Dès 2014 (écrits 3 et 4 avril 2014, oraux du 29 juin au 11 juillet 2014), le concours est ouvert aux candidats inscrits en première année d'études en vue de l'obtention d'un master et à ceux remplissant les conditions pour s'inscrire en dernière année d'étude en vue de l'obtention de ce diplôme, ainsi qu'aux candidats qui justifient des conditions pour s'inscrire aux concours externes de droit commun. Une session de transition exceptionnelle a été mise en place, appelée session 2014-E (écrit juin 2013, oraux juin 2014), basée sur le même type d'épreuve que la session 2013 à la différence que ce dispositif transitoire offre la possibilité, pour les candidats admissibles à ces concours, de bénéficier d'une expérience professionnelle en alternance dans des activités d'enseignement ou d'éducation. S'ils le souhaitent, ils pourront être recrutés par contrat d'une durée déterminée d'une année scolaire entre les épreuves d'admissibilité et celles d'admission du concours afin d'exercer, pendant l'année scolaire 2013-2014, des fonctions d'enseignement et d'éducation en parallèle à la préparation du master. Les candidats ayant satisfait aux épreuves d'admission du concours seront nommés, en qualité de fonctionnaire stagiaire, à la rentrée scolaire 2014.